# Zildjian
 (janvier 2011).
Si vous disposez d'ouvrages ou d'articles de référence ou si vous connaissez des sites web de qualité traitant du thème abordé ici, merci de compléter l'article en donnant les références utiles à sa vérifiabilité et en les liant à la section « Notes et références ».
Avedis Zildjian Company, connue plus simplement sous le nom de Zildjian, est l'un des principaux fabricants mondiaux de cymbales.

## Histoire
Avedis Zildjian, un Arménien venu s'installer à Constantinople pour fuir les conflits permanents dans l'est de l'Anatolie, naît le 20 février 1596 ; suivant les traces de son père, il devient orfèvre pour le Sultan tout en portant un intérêt particulier pour l'alchimie. Par une autorisation écrite datant du 23 mars 1618, Avedis obtient la liberté de fabriquer des cymbales pour la cour du Sultan Mustafa Ier ; ce dernier, après lui avoir offert quatre-vingt pièces d'or, donne à Avedis le nom de famille de « Zildjian » (en turc, zil signifie « cymbale », dji, le « fabricant » et « ian » est le suffixe traditionnel des noms de famille arméniens et signifie « fils de » ou « issu de »).
Pour obtenir des sonorités plus musicales, claires et puissantes, Zildjian modifie la manière dont est fabriqué le bronze depuis des siècles et sa recette, qu'il gardait secrète, lui permet de produire un matériau plus solide ; la combinaison de ces qualités offre rapidement à Avedis la place de fournisseur officiel du Sultan, après avoir été missionné pour la fabrication des cymbales des janissaires de l'Empire ottoman.
À la fin du XVIIe siècle, les minorités chrétiennes, notamment arméniennes, bien intégrées dans l'empire, occupent parfois des positions sociales importantes. C'est dans ce contexte que le Sultan Murad IV autorise en 1623 Avedis Zildjian à quitter le palais pour installer sa propre fabrique dans le quartier de Samatya à Constantinople. Dès lors, son activité ne se limite plus à fournir les forces militaires ottomanes mais également les églises grecques et arméniennes qui utilisent les cymbales pour magnifier les cérémonies religieuses.
En 1651, Ahkam, le fils aîné d'Avedis, hérite, avec l'autorisation des Ottomans, obligatoire pour la minorité arménienne, de l'entreprise et du secret de fabrication de son père. Dès lors, jusqu'au début du XVIIIe siècle, les noms des successeurs d'Avedis et de son fils ne sont pas connus ; c'est ensuite Avedis II qui ouvrira l'entreprise au marché international en exportant vers l'Europe, répondant ainsi à la demande croissante des compositeurs d'instruments de musique de qualité.
À partir du XIXe siècle, les cymbales Zildjian sont connues et exportées de l'Europe aux États-Unis, tandis que le secret de fabrication est toujours tenu secret et transféré de père en fils. En 1905, alors que les tensions entre Arméniens et Turcs sont vives — dix ans plus tôt, une série de massacres fait 200 à 250 000 victimes arméniennes — Aram, l'un des descendants d'Avedis, participe à la tentative avortée d'assassinat d'Abdülhamid II. Il est contraint de quitter le pays et installe une nouvelle usine à Bucarest tandis que celle de Constantinople se maintient sous la direction de sa cousine, Victoria, puis du neveu de cette dernière, Mikhaïl Dulgaryan. Tout en maintenant l'usine roumaine, Aram décide de rentrer à Istanbul en 1926 dans le but de garder l'entreprise au sein de la famille Zildjian. Malgré sa décision de fermer l'usine turque, celle-ci est reprise par le mari de sa cousine Filor, dans un contexte d'espionnage industriel pour découvrir la « recette magique » d'Avedis, favorisant ainsi la légende de l'entreprise.

## L'entreprise

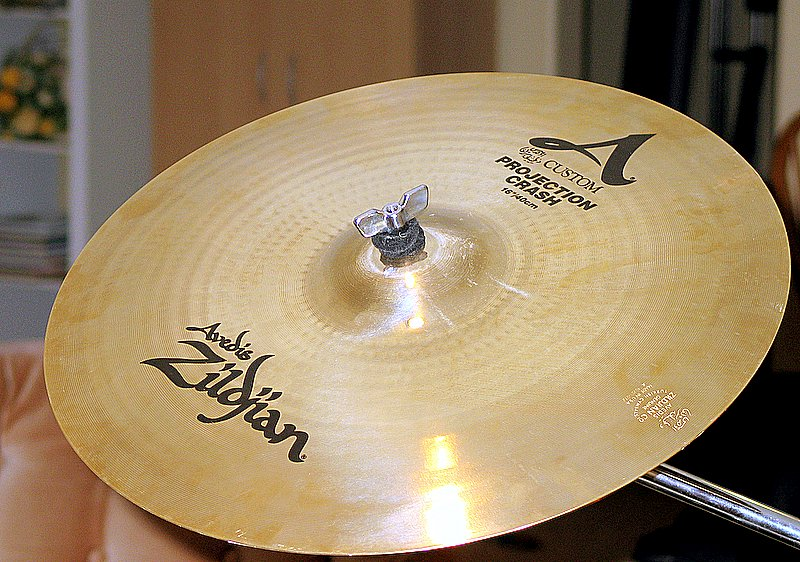
Une crash 16" de la série A Custom.

Devenu depuis l'un des plus grands pionniers dans le domaine de la cymbale et exportant un peu partout sur le globe, Zildjian s'est taillé une renommée internationale grâce à son savoir-faire, à la grande qualité de ses produits et à la richesse des instruments de musique qu'elle propose aux batteurs et percussionnistes.
Avec près de quatre-cents ans d'existence, Zildjian est l'une des plus vieilles entreprises au monde. Zildjian est le premier fabricant mondial de cymbales. La marque doit sa renommée à ses cymbales alliant polyvalence, qualité et solidité.
Zildjian a fusionné le 20 décembre 2010 avec la société de Boston spécialisée dans la fabrication de baguettes de batterie Vic Firth . Plus tard, en 2018, Zildjian rachète l'entreprise spécialisée dans la fabrication de maillets de percussion, la Mike Balter Mallet Company.

## Cymbales

### Sheet Bronze
Ces disques métalliques préformés d'épaisseur uniforme sont fabriqués avec le même soin que toutes les cymbales Zildjian. Leurs voix ont une plus grande hauteur, des harmoniques plus ciblées et plus vives que les cymbales en bronze coulé. Ils produisent également un son plus constant de cymbale en cymbale.
- Série ZHT
- Série ZXT
- Série ZBT

### Cast Bronze
Chaque cymbale Zildjian Bronze Cast est coulée individuellement à partir de l'alliage secret que Zildjian établit il y a 380 ans. Utilisant des procédés affinés au fil des siècles, les artisans créent d'uniques cymbales jouées par les plus grands batteurs et percussionnistes de la planète.
- A Custom
- A Zildjian
- K Custom
- K Zildjian
- Z3
- Série FX